# إيرل دبليو. هانسون
إيرل دبليو. هانسون (بالإنجليزية: Earl W. Hanson)‏ هو سياسي أمريكي، ولد في 17 أكتوبر 1888، وتوفي في 22 ديسمبر 1950. حزبياً، نشط في الحزب الجمهوري. وقد انتخب عضو جمعية ولاية ويسكونسن.